# KNDS Francia
KNDS Francia (antes conocida como GIAT Nexter, GIAT Industries o Groupement des Industries de l'Armée de Terre) es un fabricante de armas de propiedad estatal francesa, con sede en Versalles. La empresa fue propiedad totalmente estatal como GIAT de 1991 a 2006 y como GIAT Nexter de 2006 a 2015, cuando se fusionó con Krauss-Maffei Wegmann (KMW) para formar KNDS: Una sola empresa de propiedad conjunta, a través de sociedades holding, del estado francés y los propietarios privados de KMW. En 2024, Giat Nexter pasó a llamarse KNDS Francia. Nexter (anteriormente conocida como GIAT Industries o el Groupement des Industries de l'Armée de Terre, Grupo de Industrias Militares del Ejército de Francia) es una corporación francesa de industrias para la defensa.

## Historia
- 1764 a 1936 → Primeras industrias de fabricación de armas y arsenales en territorio francés.
- 1945 → Creación de la sociedad DEFA por la agrupación de las anteriores industrias nacionales de defensa.
- 1971 → Creación de la sociedad GIAT Industries.
- 01/07/1990 → Existencia y posible quiebra de la sociedad GIAT Industries.
- 01/12/2006 → Creación de la sociedad NEXTER.

A 31 de diciembre de 2007 había 2.497 empleados a nivel nacional para Nexter
- Nexter con el 67% de los empleados.
- Municiones con el 22% de la planta de empleados.
- Nexter Mecánica el 6% de los empleados.
- Nexter Electronics con el 5% de la planta de empleados.

El grupo GIAT fue fundado en 1973 mediante la combinación de los activos industriales de las dirección técnica de armamento y de sociedades fabricantes de armas de propiedad del Ejército en poder del Ministerio de Defensa francés. La compañía fue nacionalizada en 1991. El 22 de septiembre de 2006 GIAT se convirtió en el núcleo de la nueva compañía Nexter.

## Catálogo de productos

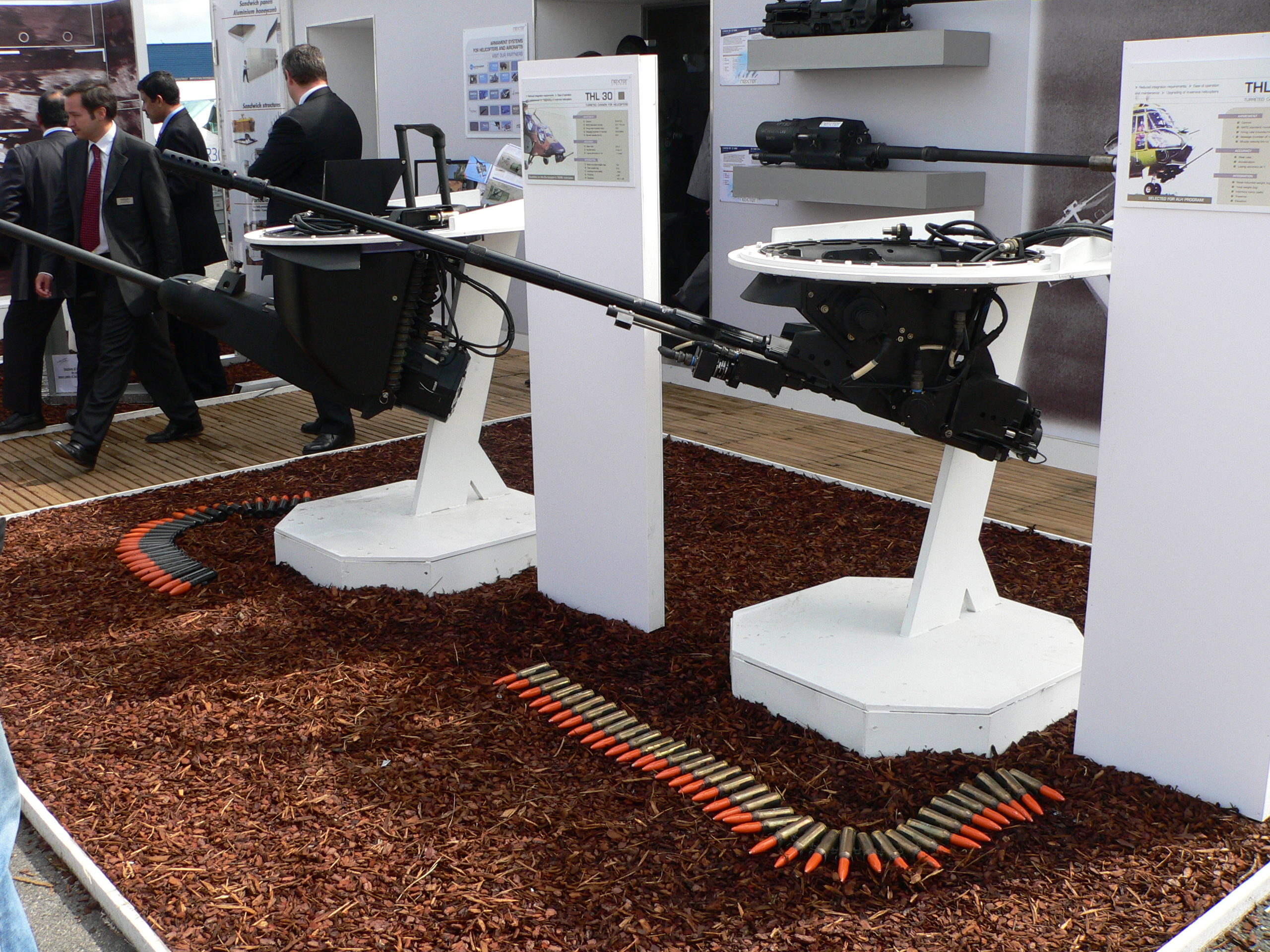
Cañones THL-20 con sus cintos de munición.

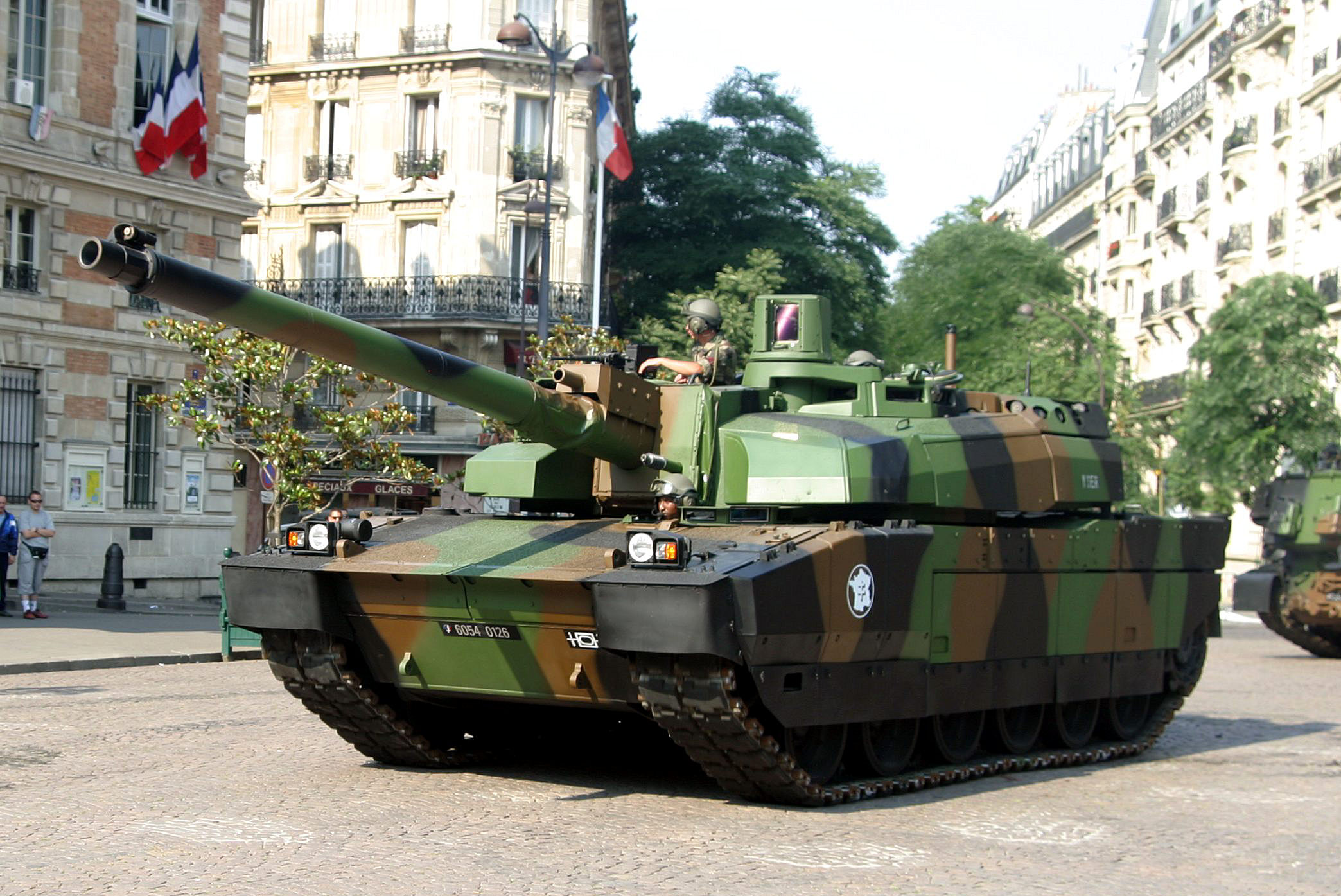
El carro de combate principal Leclerc.

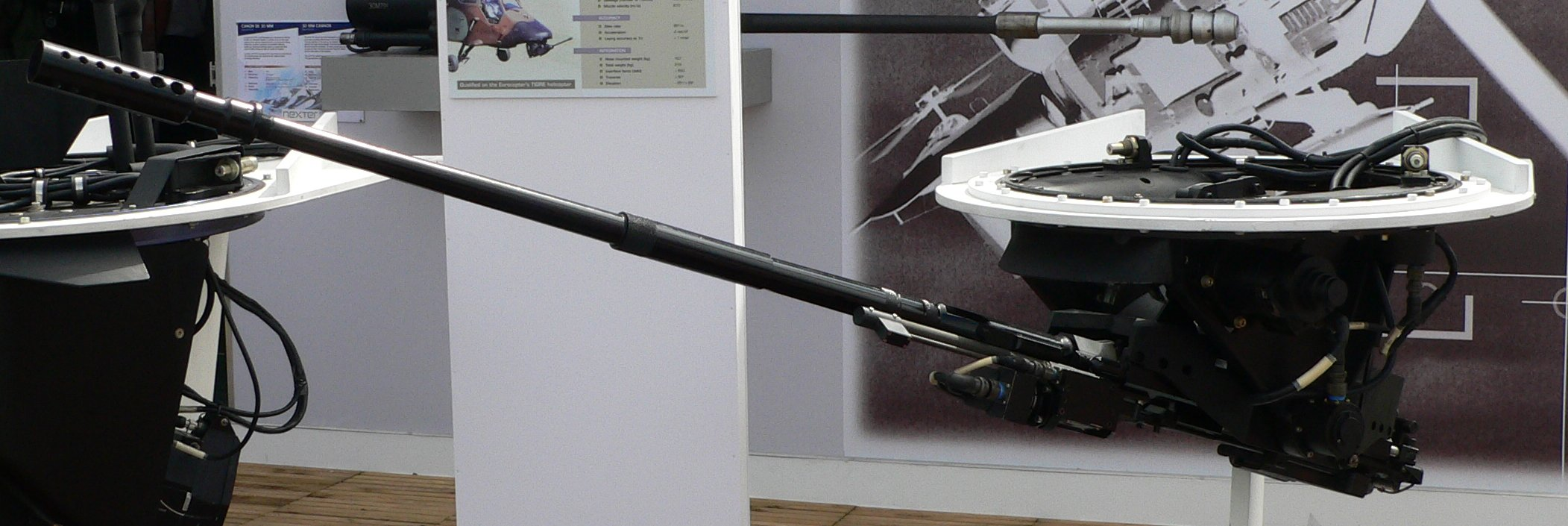
La torreta aeroembarcable THL-20.

Nexter fabrica varios modelos de armas otros accesorios para el Ejército de Francia y otros ejércitos, en los que se incluyen:
- El FAMAS, un fusil de asalto.
- El FR F2, un fusil de francotirador variante del FR F1.
- La serie GIAT Armes de Défense Rapprochée, Pistolas y armas para defensa personal.
- El carro de combate Leclerc.
- El VAB (Véhicule de l'Avant Blindé), un transporte blindado de personal.
- El cañón 20 mm modèle F2.
- El cañón de 20 mm M621
- El lanzagranadas anti-carro APILAS.
- El sistema de armas Wasp 58 Antiblindaje.
- Los LG1 Mark II de calibre 105 mm, un sistema de artillería estacionaria.
- El Véhicule Blindé de Combat d'Infanterie (VBCI) un vehículo de transporte de infantería y de apoyo de fuego.

Entre otros modelos de manufactura local en sus seis plantas, ubicadas en Roanne, Versalles/Satory, Tulle, Bourges, La Chapelle Saint-Ursin, Saint Chamond, Saint-Etienne, Rennes, y Tarbes.

## Estado actual
Durante muchos años su predecesora, la firma de propiedad estatal GIAT luchó por obtener un margen de ganancia que la hiciera financieramente viable. La compañía durante su existencia como GIAT fue operativa pero con sustanciales pérdidas. Un informe de 2001 del Cour des Comptes y un informe de 2002 de la Asamblea Nacional describió la situación de la compañía como crítica. No es sino hasta abril de 2004 que se hizo que la junta directiva presentase al público un informe financiero que mostró por primera vez una ganancia de varios cientos de millones de euros. Esto se debió principalmente al aumento de las ventas de exportación, y la modernización de los blindados Leclerc los transportes de tropas AMX-10; la construcción del proyecto Véhicule Blindé de Combat d'Infanterie, y varias plataformas de otros blindados en servicio con el Ejército francés.
En 2006, La torreta THL-20 fue seleccionada por la Hindustan Aeronautics Limited para su uso en los helicópteros de combate y ataque ligero HAL Light Attack Helicopter, con la incorporación de cañones DEFA en su calibre 20 mm
Nexter tiene un Joint Venture bajo la figura CTA Internacional, junto con la firma BAE Systems, para desarrollar y fabricar sistemas de miras telescópicas, armas y municiones en los estándares OTAN.
Nexter sigue produciendo varios modelos de GIAT de armas de uso personal, cañones y armas antitanque. Una de esas armas es el Wasp 58, un arma de bajo costo, y un sistema de armas de uso personal en donde se combinan armas antiblindaje y armas de asalto.